# Ganta
Ganta est une commune rurale située dans le département de Coalla de la province de la Gnagna dans la région de l'Est au Burkina Faso.

## Géographie
Ganta est une localité agropastorale dispersée qui se trouve à 18 km au nord-est de Coalla et à 16 km à l'Est de Bonsiéga.

## Santé et éducation
Le centre de soins le plus proche de Ganta est le centre de santé et de promotion sociale (CSPS) de Bonsiéga.